# Visioni di Venezia/Velieri lontani
Visioni di Venezia/Velieri lontani è un 7" dei Rondò Veneziano del 1989 pubblicato in Germania Ovest dalla BMG Ariola. I brani sono tratti dall'album Visioni di Venezia.

## Tracce
1. Visioni di Venezia (Gian Piero Reverberi e Ivano Pavesi) - 3:58
2. Velieri lontani (Gian Piero Reverberi e Ivano Pavesi) - 3:37